# James Lindsay (24e comte de Crawford)
Pour les articles homonymes, voir James Lindsay (homonymie) et Lindsay.
James Lindsay, 24e comte de Crawford et 7e comte de Balcarres (24 avril 1783 – 15 décembre 1869) est comte de la pairie écossaise.

## Biographie

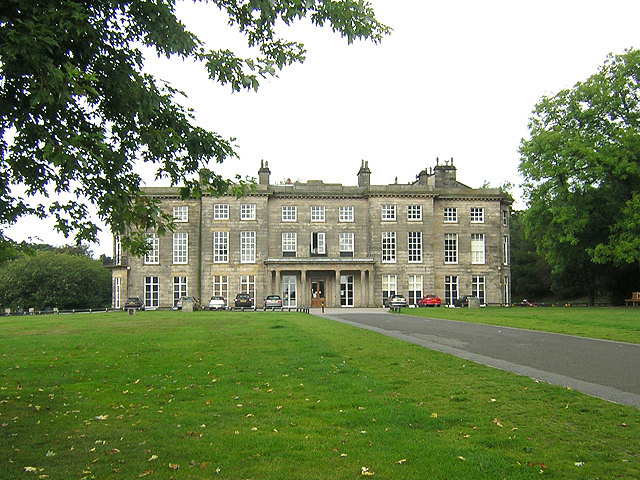
Haigh Hall, construit par James Lindsay

James Lindsay est né le 24 avril 1783 à Balcarres House à Fife, le fils d'Alexander Lindsay (6e comte de Balcarres) et hérite du titre de 7e comte de Balcarres à la mort de son père en 1825. En 1826, il est créé baron de Wigan dans la pairie de la Grande-Bretagne. En 1843, il revendique le titre de comte de Crawford, et en 1848, la Chambre des lords accepte la demande et lui confère le titre de 24e comte de Crawford et, par extension, accorde le titre de 23e comte de Crawford à son père décédé.
Il entre dans l'armée et atteint le grade de major dans les 20th Light Dragoons jusqu'à son départ en 1804. Il est élu en tant que député conservateur de Wigan de 1820 à 1825.
Il hérite d'une part dans une société qui fournissait des esclaves à l'armée britannique venue de son père (un ancien gouverneur de la Jamaïque). Après la loi sur l'abolition de l'esclavage de 1833, il reçoit une compensation pour la perte d'esclaves. James a pu utiliser la richesse de sa famille, provenant en grande partie de l'esclavage, pour investir dans l'industrie charbonnière .
Il construit Haigh Hall à Haigh, dans le Grand Manchester, pour remplacer le manoir alors existant qui remontait à l'époque normande et vivait dans un chalet sur le terrain pendant sa construction entre 1830-1849. La famille possède la mine de charbon Haigh, les canalisations et les mines de charbon et a fondé la Wigan Coal and Iron Company en 1865.
Après sa mort le 23 décembre 1869, il est enterré à l'église All Saints, Wigan, Lancashire, et son fils aîné, Alexander Lindsay, lui succède comme 25e comte de Crawford.

## Famille
Le 21 novembre 1811 à Muncaster en Cumbria, il épouse l'hon. Maria Margaret Frances Pennington, fille de John Pennington (1er baron Muncaster). Ils ont quatre fils dont l'aîné est Alexander Lindsay (25e comte de Crawford). Les recherches généalogiques d'Alexandre ont permis à son père de revendiquer le titre de comte de Crawford, tombé en désuétude.